# Mistrzostwa Polski w kolarstwie torowym – sprint indywidualny mężczyzn
Mistrzostwa Polski w kolarstwie torowym w konkurencji sprintu indywidualnego mężczyzn odbywają się od 1921.

## Medaliści
| Rok  | Złoto               | Srebro                 | Brąz                   |
| 1921 | Franciszek Szymczyk | Józef Lange            | Marian Jarzembski      |
| 1922 | Franciszek Szymczyk | Oswald Miller          | Jan Łazarski           |
| 1923 | Tomasz Stankiewicz  | Wiktor Ryl             | Józef Lange            |
| 1924 | Jan Łazarski        | Franciszek Szymczyk    | Stefan Sukiennik       |
| 1925 | Jan Łazarski        | Stanisław Podgórski    | Franciszek Szymczyk    |
| 1926 | Jan Łazarski        | Franciszek Szymczyk    | Roman Garley           |
| 1927 | Artur Schmidt       | Jan Łazarski           | Jan Zybert             |
| 1928 | Ludwik Turowski     | Jerzy Koszutski        | Stanisław Podgórski    |
| 1929 | Henryk Szamota      | Stanisław Podgórski    | Aleksander Kendzia     |
| 1930 | Henryk Szamota      | Stanisław Podgórski    | Artur Pusz             |
| 1931 | Henryk Szamota      | Artur Pusz             | Mieczysław Frączkowski |
| 1932 | Kazimierz Majewski  | Kurt Einbrodt          | Józef Niciński         |
| 1933 | Artur Pusz          | Kurt Einbrodt          | Mieczysław Frączkowski |
| 1934 | Artur Pusz          | Kazimierz Majewski     | Zbigniew Klaus         |
| 1935 | Artur Pusz          | Mieczysław Frączkowski | Stefan Popończyk       |
| 1936 | Artur Pusz          | Mieczysław Frączkowski | Kurt Einbrodt          |
| 1937 | Artur Pusz          | Józef Kupczak          | Mieczysław Frączkowski |
| 1938 | Józef Kupczak       | Jan Jędrzejewski       | Alfons Osmulski        |
| 1946 | Józef Kupczak       | Jerzy Bek              | Zygmunt Wiśniewski     |
| 1947 | Jerzy Bek           | Bronisław Janicki      | Józef Kupczak          |
| 1948 | Józef Kupczak       | Władysław Musiał       | Jerzy Bek              |
| 1949 | Jerzy Bek           | Józef Kupczak          | Aleksander Marchwiński |
| 1950 | Jerzy Bek           | Aleksander Marchwiński | Józef Kupczak          |
| 1951 | Bronisław Janicki   | Jerzy Bek              | Aleksander Marchwiński |
| 1952 | Jerzy Bek           | Aleksander Marchwiński | Józef Kupczak          |
| 1953 | Józef Kupczak       | Jerzy Bek              | Józef Grundmann        |
| 1954 | Józef Grundmann     | Jerzy Bek              | Aleksander Marchwiński |
| 1955 | Józef Grundmann     | Zbysław Zając          | Jerzy Bek              |
| 1956 | Józef Grundmann     | Zbysław Zając          | Aleksander Marchwiński |
| 1957 | Zbysław Zając       | Józef Grundmann        | Jędrzej Jabczyński     |
| 1958 | Józef Grundmann     | Zbysław Zając          | Jerzy Bek              |
| 1959 | Zbysław Zając       | Józef Grundmann        | Jerzy Bek              |
| 1960 | Zbysław Zając       | Józef Grundmann        | Augustyn Wachecki      |
| 1961 | Zbysław Zając       | Augustyn Wachecki      | Józef Grundmann        |
| 1962 | Augustyn Wachecki   | Zbysław Zając          | Józef Grundmann        |
| 1963 | Zbysław Zając       | Augustyn Wachecki      | Jerzy Szymański        |
| 1964 | Zbysław Zając       | Augustyn Wachecki      | Ryszard Kupczak        |
| 1965 | Zbysław Zając       | Ryszard Kupczak        | Jerzy Szymański        |
| 1966 | Ryszard Kupczak     | Andrzej Kosewski       | Jerzy Kupczak          |
| 1967 | Andrzej Kosewski    | Janusz Kotliński       | Roman Świt             |
| 1968 | Janusz Kotliński    | Jerzy Skoczek          | Andrzej Kosewski       |
| 1969 | Janusz Kierzkowski  | Janusz Kotliński       | Jerzy Skoczek          |
| 1970 | Janusz Kotliński    | Janusz Kierzkowski     | Andrzej Bek            |
| 1971 | Janusz Kotliński    | Janusz Kierzkowski     | Jerzy Skoczek          |
| 1972 | Benedykt Kocot      | Andrzej Bek            | Janusz Kotliński       |
| 1973 | Janusz Kotliński    | Wiesław Raczyński      | Stanisław Szymczak     |
| 1974 | Janusz Kotliński    | Andrzej Bek            | Ryszard Zagajewski     |
| 1975 | Janusz Kotliński    | Benedykt Kocot         | Wiesław Raczyński      |
| 1976 | Benedykt Kocot      | Janusz Kotliński       | Wiesław Raczyński      |
| 1977 | Benedykt Kocot      | Wiesław Raczyński      | Stanisław Szymczak     |
| 1978 | Janusz Kotliński    | Wiesław Raczyński      | Benedykt Kocot         |
| 1979 | Benedykt Kocot      | Ryszard Konkolewski    | Leszek Sybilski        |
| 1980 | Benedykt Kocot      | Janusz Kałużny         | Ryszard Konkolewski    |
| 1981 | Andrzej Michalak    | Janusz Kałużny         | Ryszard Konkolewski    |
| 1982 | Andrzej Michalak    | Zbigniew Płatek        | Stanisław Żak          |
| 1983 | Andrzej Michalak    | Leszek Stępniewski     | Jacek Pawlak           |
| 1984 | Andrzej Michalak    | Wiesław Burdelak       | Zbigniew Płatek        |
| 1985 | Wiesław Burdelak    | Robert Kosmecki        | Ryszard Wesołowski     |
| 1986 | Wiesław Burdelak    | Ryszard Wesołowski     | Kazimierz Bukszyński   |
| 1987 | Wiesław Burdelak    | Ryszard Wesołowski     | Ryszard Filipiak       |
| 1988 | Dariusz Wojtkowiak  | Ryszard Filipiak       | Marek Skórski          |
| 1989 | Dariusz Wojtkowiak  | Tadeusz Stychlerz      | Wiesław Burdelak       |
| 1990 | Wiesław Burdelak    | Tadeusz Stychlerz      | Wiesław Owczarek       |
| 1991 | Wiesław Burdelak    | Paweł Meszka           | Tadeusz Stychlerz      |
| 1992 | Grzegorz Krejner    | Wiesław Burdelak       | Jacek Kubiak           |
| 1993 | Wiesław Burdelak    | Paweł Meszka           | Jacek Kubiak           |
| 1994 | Grzegorz Krejner    | Wiesław Burdelak       | Jacek Kubiak           |
| 1995 | Grzegorz Krejner    | Wiesław Burdelak       | Jacek Hałuszko         |
| 1996 | Grzegorz Krejner    | Grzegorz Trębski       | Wiesław Burdelak       |
| 1997 | Grzegorz Trębski    | Marcin Mientki         | Marcel Mielcarek       |
| 1998 | Grzegorz Trębski    | Grzegorz Krejner       | Marcin Mientki         |
| 1999 | Grzegorz Krejner    | Marcin Mientki         | Grzegorz Trębski       |
| 2000 | Grzegorz Krejner    | Marcin Mientki         | Konrad Czajkowski      |
| 2001 | Grzegorz Krejner    | Łukasz Kwiatkowski     | Bartłomiej Saczuk      |
| 2002 | Łukasz Kwiatkowski  | Grzegorz Trębski       | Grzegorz Krejner       |
| 2003 | Łukasz Kwiatkowski  | Grzegorz Trębski       | Damian Zieliński       |
| 2004 | Damian Zieliński    | Łukasz Kwiatkowski     | Kamil Kuczyński        |
| 2005 | Damian Zieliński    | Tomasz Schmidt         | Krzysztof Szymanek     |
| 2006 | Damian Zieliński    | Łukasz Kwiatkowski     | Paweł Kościecha        |
| 2007 | Kamil Kuczyński     | Łukasz Kwiatkowski     | Juliusz Polak          |
| 2008 | Łukasz Kwiatkowski  | Kamil Kuczyński        | Rafał Poper            |
| 2009 | Łukasz Kwiatkowski  | Adrian Tekliński       | Damian Zieliński       |
| 2010 | Damian Zieliński    | Adrian Tekliński       | Maciej Bielecki        |
| 2011 | Damian Zieliński    | Krzysztof Maksel       | Adrian Tekliński       |
| 2012 | Rafał Sarnecki      | Krzysztof Maksel       | Kamil Kuczyński        |
| 2013 | Krzysztof Maksel    | Damian Zieliński       | Maciej Bielecki        |
| 2014 | Damian Zieliński    | Kamil Kuczyński        | Krzysztof Maksel       |
| 2015 | Grzegorz Drejgier   | Damian Zieliński       | Rafał Sarnecki         |
| 2016 | Kamil Kuczyński     | Rafał Sarnecki         | Mateusz Rudyk          |
| 2017 | Mateusz Rudyk       | Damian Zieliński       | Rafał Sarnecki         |
| 2018 | Mateusz Rudyk       | Rafał Sarnecki         | Kamil Kuczyński        |
| 2019 | Mateusz Rudyk       | Kamil Kuczyński        | Rafał Sarnecki         |
| 2020 | Mateusz Rudyk       | Patryk Rajkowski       | Cezary Łączkowski      |
| 2021 | Mateusz Rudyk       | Rafał Sarnecki         | Kamil Kuczyński        |
| 2022 | Mateusz Rudyk       | Patryk Rajkowski       | Rafał Sarnecki         |
| 2023 | Mateusz Rudyk       | Patryk Rajkowski       | Rafał Sarnecki         |
| 2024 | Mateusz Rudyk       | Daniel Rochna          | Maciej Bielecki        |